# 가미카쓰라역
가미카쓰라역(일본어: 上桂駅, かみかつらえき)은 일본 교토부 교토시 니시쿄구에 소재하는 한큐 전철 아라시야마 선의 역이다. 역 번호는 HK-96이다.

## 역사
- 1928년 11월 9일: 신케이한 철도 아라시야마 선 개통과 동시에 영업 개시.
- 1930년 9월 15일: 회사 합병으로 게이한 전기철도의 역이 됨.
- 1943년 10월 1일: 회사 합병으로 게이한신 급행전철의 역이 됨.
- 1944년 1월 9일: 자재 공출로 인하여 아라시야마 선 전 노선 단선화.
- 1950년 3월 13일: 역 구내의 단선을 부활시키고 교환역이 됨.
- 2013년 12월 21일: 역 번호 도입.
- 2017년 3월 25일: 아라시야마 역 방면 승강장에도 개찰구 사용 개시.

## 역 구조
상대식 승강장 2면 2선의 구조이고 교환 설비를 갖춘 지상역이다. 원래, 역사(개찰구)는 가쓰라 방면 승강장 아라시야마 방향 밖에 없었지만, 배리어 프리화를 목적으로 2017년 3월 25일부터 반대 방향의 아라시야마 방면 승강장에도 새롭게 개찰구가 설치되었다. 양쪽 플랫폼에는 지하도를 오고 갈 수 있다.

### 승강장
| 승강장 | 노선            | 방향 | 행선                                        |
| ------ | --------------- | ---- | ------------------------------------------- |
| 북     | ■ 아라시야마 선 | 하행 | 가쓰라・교토・오사카・고베・다카라즈카 방면 |
| 남     | ■ 아라시야마 선 | 상행 | 마쓰오타이샤・아라시야마 방면               |

※ 승강장 번호는 설정되지 않았다.

## 역 주변

### 신사 불각・명소 고적 등
- 가미카쓰라고료 신사
- 사이호지 - 세계 유산
- 게곤지
- 현충원
- 지조인 절(대나무의 절)
- 라이코지
- 사이호지 강 지류 부부 폭포 - 마쓰오 산림 길 8호 다리 근처
- 사쿠라다니 묘지 - 하타 하승의 자손, 도게의 무덤이 있다.
- 가라토코시 - 아시카가 다카우지, 혼노지의 변 때 아케치 미쓰히데 군이 다닌 산길

### 고분・유적
- 사이호지 강 고분군
- 사이호지 고분군
- 마쓰오주조쓰카 고분군
- 마쓰오야마 고분군
- 기느가사야마 고분군
- 야마다사쿠라타니 고분군

### 미술관・박물관 등 문화 시설
- 아오야마 음악 기념관(바로크 자루)
- 교토시 서구 문화 회관
- 사이쿄 도서관

### 그 외
- 교토 가미카쓰라 우체국
- 아무로 유치원
- 사이쿄 구청
- 교토 시립 가쓰라 중학교
- 교토 시립 마스오 초등학교
- 미쓰비시 교토 병원
- 가쓰라 병원
- 교토 가쓰라 간호 전문학교
- 국도 제9호선
- 교토 야마다 우체국
- 교토 시립 가쓰라토쿠 초등학교
- 교토 시립 가쓰라가와 초등 학교

## 인접역
| 한큐 전철 ■ 센리 선      | 한큐 전철 ■ 센리 선 | 한큐 전철 ■ 센리 선                |
| ------------------------ | ------------------- | ---------------------------------- |
| HK-81 가쓰라 가쓰라 방면 |                     | 마쓰오타이샤 HK-97 아라시야마 방면 |